# Plane (película)
Plane es una película estadounidense de acción y suspenso de 2023 dirigida por Jean-François Richet, escrita por Charles Cumming y J.P. Davis y protagonizada por Gerard Butler, Mike Colter, Yoson An y Tony Goldwyn. Se centra en un piloto que sobrevive a las secuelas de un aterrizaje de emergencia en territorio hostil.
La película fue anunciada en 2016, adquirida por Lionsgate Films en 2019, vendida a Solstice Studios en 2020 y readquirida por Lionsgate Films en 2021. Fue filmada en Puerto Rico.
Plane fue estrenada en los Estados Unidos el 13 de enero de 2023.

## Sinopsis
El piloto comercial Brodie Torrance realiza un aterrizaje de emergencia exitoso después de que su avión sufre daños críticos por una tormenta. Pronto se da cuenta de que la isla en la que ha aterrizado es Joló, una zona remota de Filipinas gobernada por milicias antigubernamentales fuertemente armadas. Un líder de la milicia local encuentra a los pasajeros y los toma como rehenes, con la intención de obtener grandes rescates de sus familias. Con expertos de rescate internacionales que luchan por encontrar su ubicación y se les acaba el tiempo, a Brodie no le queda más remedio que liberar a un asesino convicto que tenía la tarea de transportar y unirse a él para salvar a los pasajeros y encontrar una forma de salir de la isla.

## Reparto

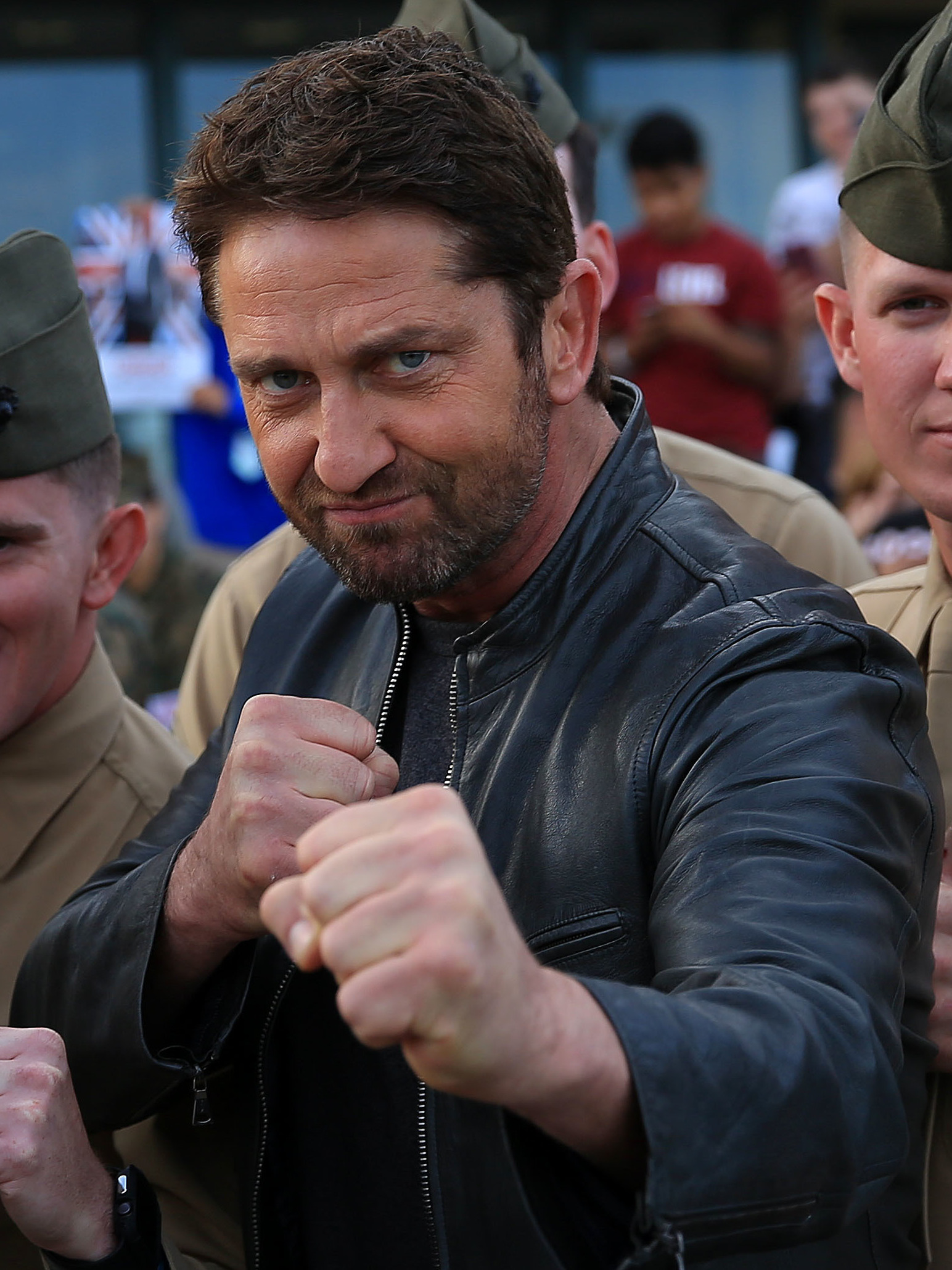
El actor principal Gerard Butler

- Gerard Butler como Brodie Torrance, un piloto comercial que tiene que mantener a salvo a los pasajeros.
- Mike Colter como Louis Gaspare, un pasajero extraditado por cargos de homicidio.
- Tony Goldwyn como Scarsdale, un ex oficial de las Fuerzas Especiales que lidera el esfuerzo de rescate.
- Yoson An como Samuel Dele, el inteligente aunque ansioso copiloto de Brodie.
- Evan Dane Taylor como Datu Junmar, un líder terrorista local de Joló.
- Paul Ben-Victor como Terry Hampton, el dueño de la aerolínea.
- Daniella Pineda como Bonnie, la azafata principal.
- Lilly Krug como Brie, una pasajera con muchos seguidores en las redes sociales.
- Kelly Gale como Katie, una pasajera suiza y amiga de Brie que la acompaña en el vuelo.
- Joey Slotnick como Sinclair, un hombre de negocios de mal genio y pasajero del vuelo.
- Remi Adeleke como Shellback, un mercenario encargado de liderar un equipo de rescate.
- Claro De Los Reyes como Hajan, secuaz de Datu.
- Haleigh Hekking como Daniela Torrance, la hija de Brodie.
- Oliver Trevena como Carver, uno de los pasajeros sobrevivientes del avión después de que se estrella.
- Quinn McPherson como Donahue, otro de los pasajeros sobrevivientes del avión después de que se estrella.

## Producción
El 13 de julio de 2016, MadRiver Pictures adquirió The Plane, un lanzamiento original del novelista Charles Cumming, con Marc Butan y Lorenzo di Bonaventura y Mark Vahradian de Di Bonaventura Pictures anunciados como productores. En octubre de 2019, se informó que Gerard Butler se había unido al elenco y también produciría junto a Alan Siegel.
En noviembre de 2019, Lionsgate Films adquirió los derechos de distribución de la película, pero en noviembre de 2020 abandonó el proyecto tras no poder obtener un seguro de producción que cubriera un brote de COVID-19, ya que el estudio no quería arriesgar el presupuesto de 50 millones de la película, y Solstice Studios adquirió los derechos de la película. Sin embargo, en mayo de 2021, Lionsgate volvió a adquirir los derechos de The Plane, en lo que Andreas Wiseman de Deadline Hollywood describió como un "caso de voleibol de Hollywood de alto perfil".
En agosto de 2021, Kelly Gale, Mike Colter, Daniella Pineda, Yoson An, Remi Adeleke, Haleigh Hekking, Lilly Krug, Joey Slotnick y Oliver Trevena se unieron al elenco. La producción comenzó ese mismo mes en Puerto Rico. En un podcast, Colter dijo que la película se centraría más en el desarrollo de los personajes que en las secuencias de acción. El 11 de octubre de 2021, se informó que la filmación estaba por terminar y que Tony Goldwyn y Paul Ben-Victor también protagonizarían.
Los productores ejecutivos de Plane son Nik Bower, Deepak Nayar, Alastair Burlingham, Gary Raskin, Michael Cho, Tim Lee, Osita Onugha, JP Davis, Vicki Dee Rock, Allen Liu, Christian Gudegast y Edward Fee.

## Estreno
La película fue estrenada en los cines de los Estados Unidos el 13 de enero de 2023 por Lionsgate. Su estreno estaba previamente programado para el 27 de enero de 2023.